# Ширманн, Рихард
Рихард Ширманн (15 мая 1874, Грюненфельд (ныне Гроновко, Польша) — 14 декабря 1961, Гревенвисбах, Таунус) — германский школьный учитель, создатель первого в мире хостела.
Родился в Пруссии в семье учителя. В 1895 году он также получил педагогическое образование и был отправлен учительствовать в Альтену в 1903 году. В 1907 году он впервые опубликовал свою идею недорогого жилья для молодых людей, после того как заметил нехватку таких мест во время туристической поездки со своими учениками, когда им пришлось проводить ночи в сараях или деревенских школах. Ширманн получил значительную поддержку и пожертвования, и в 1912 году он открыл первый молодёжный хостел в недавно реконструированном замке в Альтене.
Был участником Первой мировой войны, во время Рождественского перемирия задумался о создании международной организации хостелов. В 1919 году создал Общенациональную ассоциацию хостелов, а в 1922 году оставил преподавание и полностью сконцентрировался на деятельности созданной им организации. С 1933 по 1936 год занимал пост президента Международной ассоциации молодёжных хостелов, пока нацисты не вынудили его уйти в отставку. После Второй мировой войны участвовал в восстановлении немецкой ассоциации хостелов, за что в 1952 году получил Орден «За заслуги перед Федеративной Республикой Германия».